# 土居爱实
土居爱实（日语：／ Doi Manami，1993年8月29日—），日本女子帆船运动员。她曾代表日本参加2014年和2018年亚洲运动会帆船比赛，获得一枚金牌和一枚银牌。她也曾参加2012年、2016年和2020年夏季奥林匹克运动会。